# Chicago Bulls
Die Chicago Bulls sind eine Mannschaft der nordamerikanischen Basketball-Profiliga NBA. Heimstätte ist das United Center in Chicago, Illinois. Die Bulls gehören durch ihre Erfolge in den 1990er Jahren zu den weltweit bekanntesten Franchises der NBA.

## Geschichte

### Beginn (1966 bis 1984)

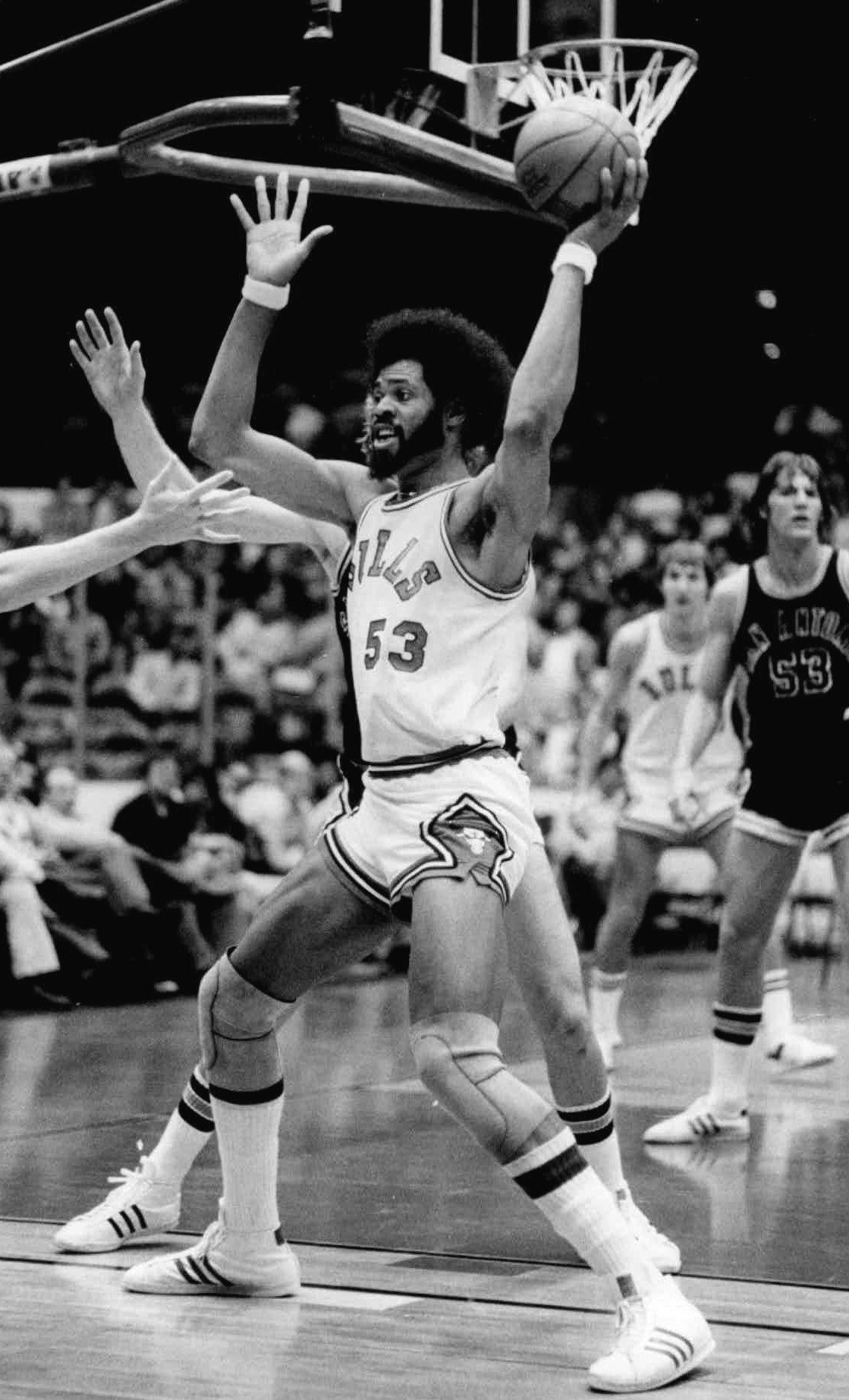
Artis Gilmore (1977)

Die Chicago Bulls waren das dritte NBA-Team, das in Chicago beheimatet war. Vor ihnen gab es bereits die Stags von 1946 bis 1950 und die Packers, die sich 1962 in Zephyrs umbenannten und seit 1997 als Washington Wizards bekannt sind. Die Bulls starteten mit der besten Siegesquote, die je ein Expansion Team in der NBA hatte, in die Saison 1966/67. Sie verbesserten sich in den kommenden Jahren weiter, erreichten jedoch nie die Spitze der Liga. Während der 70er-Jahre waren sie als eher körperlich spielendes, defensiv-orientiertes Team bekannt, das um das Defensivass Jerry Sloan und weitere Spieler wie Bob Love, Chet Walker, Norm Van Lier, Clifford Ray sowie Tom Boerwinkle aufgebaut war. Abgesehen von einem Division-Titel 1975 konnten sie jedoch keine nennenswerten Titel erringen. Ende der 70er und Anfang der 80er-Jahre zählten die Bulls, trotz Starspielern wie Artis Gilmore und Reggie Theus, zu den schlechteren Teams der NBA. 1979 verloren sie einen Münzwurf, der bestimmen sollte, wer den ersten Pick im kommenden Draft bekommen würde. Der erste Pick ging in diesem Entscheid an die Los Angeles Lakers, die sich in weiterer Folge damit Magic Johnson sicherten. Die Bulls holten sich mit dem zweiten Pick David Greenwood. In diesem Jahr übernahm Jerry Sloan das Traineramt, aber die Bulls verpassten die Play-offs. 1980 erfolgte, durch die Aufnahme der Dallas Mavericks, die Versetzung der Bulls von der Western in die Eastern Conference. 1981 wurden die Playoffs dann erstmals nach vier Jahren erreicht. Die kommenden drei Jahre standen jedoch im Zeichen des Misserfolges. Theus, der Franchisespieler der letzten Jahre, wurde in der Saison 1983/84 verkauft und der Neuaufbau damit neu eingeleitet.

### Die Ankunft von Michael Jordan (1985 bis 1990)

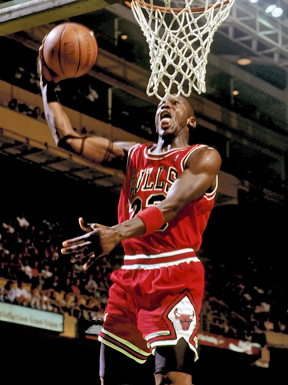
Michael Jordan

Die große Wende für die Chicago Bulls kam im Sommer 1984, als sie den dritten Pick im kommenden NBA Draft bekamen. Die Houston Rockets sicherten sich Hakeem Olajuwon mit dem ersten Pick, die Portland Trail Blazers holten sich Sam Bowie mit dem zweiten Pick und die Bulls konnten sich die Rechte an dem jungen, aufstrebenden Talent Michael Jordan sichern. Die von Besitzer Jerry Reinsdorf und General Manager Jerry Krause gelenkten Chicago Bulls entschieden sich dafür, ihr Team um den jungen Shooting Guard von der University of North Carolina aufzubauen. In seinem ersten Jahr stellte Michael Jordan teaminterne Rekorde bei Punkten und Steals auf und führte die Bulls in die Playoffs. Belohnt wurde er dafür mit der Wahl zum NBA Rookie of the Year und seiner Wahl in das All-NBA Second Team.
Nach der Saison holten sich die Bulls John Paxson, der zusammen mit Michael Jordan und Dave Corzine in den kommenden beiden Jahren den Großteil des Angriffs der Mannschaft bilden sollte. Über den Draft wurde Forward Charles Oakley verpflichtet. Jordan brach sich in der Saison 1985/86 den Fuß und musste lange aussetzen, kehrte jedoch rechtzeitig für die Playoffs wieder zurück. Die Bulls mussten sich den Boston Celtics um den etablierten NBA-Superstar Larry Bird stellen und verloren. Jordan stellte im zweiten Spiel dieser Serie den nach wie vor gültigen NBA-Playoff-Punkte-Rekord von 63 Punkten auf. Bird bezeichnete Jordan nach dem Spiel als „Gott, der sich als Michael Jordan verkleidet hatte“ ("God disguised as Michael Jordan"). In der folgenden Saison führte Jordan mit seinen 37,1 Punkten pro Partie die Liga an und wurde der erste Spieler der Bulls, der jemals in ein All-NBA First Team gewählt wurde. In den Playoffs scheiterten sie jedoch erneut an den Celtics.
Der folgende Draft sowie ein Spielertausch mit den Sonics brachten den Bulls Scottie Pippen an 5. Stelle und Horace Grant an 10. Stelle ein. Jordan wurde in dieser Saison zum MVP der regulären Saison gewählt, die Bulls konnten fünfzig Siege einfahren, scheiterten in den Playoffs jedoch an den Detroit Pistons. Vor der Saison 1988/89 gab es einige personelle Änderungen im Team der Bulls. Charles Oakley verließ die Mannschaft, während Bill Cartwright, Will Perdue und Craig Hodges hinzukamen. Trotz dieser Veränderung und den Leistungssteigerungen von Pippen und Grant mussten die Bulls sich dem angehenden Meister, den Detroit Pistons, in den Playoffs nach sechs Spielen geschlagen geben. In der Saison 1989/90 führte Jordan die Liga zum vierten Jahr in Folge in der Punkte-Kategorie an. Scottie Pippen wurde erstmals zum NBA All-Star gewählt und Phil Jackson übernahm das Ruder als neuer Coach der Mannschaft. Stacey King und B. J. Armstrong verstärkten die Mannschaft auf dem Feld, erneut reichte es in den Playoffs nicht, um gegen die amtierenden und erneut angehenden Meister, die Detroit Pistons, zu gewinnen.

### Three-Peat (1990 bis 1993)
In der NBA-Saison 1990/91 konnten die Bulls erstmals 61 Siege für sich verbuchen und befanden sich klar auf dem Weg in die NBA Finals. Sie fegten die amtierenden Meister aus Detroit in vier Spielen aus den Eastern Conference Finals und setzten sich am 12. Juni 1991 in der Finalserie nach fünf Spielen gegen die Los Angeles Lakers und deren Superstar Magic Johnson durch. Michael Jordan wurde sowohl zum MVP der regulären Saison als auch der NBA-Finals gewählt.
Die folgende Saison war noch erfolgreicher für die Mannschaft aus Chicago, die es nach dem Titelgewinn vollbrachte, 67 Siege einzufahren. Der Weg in die NBA Finals war für dieses Team quasi programmiert und in der Finalserie bezwangen sie nach sechs Spielen die Portland Trail Blazers um Clyde Drexler. Jordan wurde erneut zum MVP der regulären Saison sowie der NBA-Finals gekürt. In der NBA-Saison 1992/93 wurde Charles Barkley von den Phoenix Suns zum MVP der regulären Saison gewählt. Auf ebendiese Mannschaft trafen die Bulls in den NBA-Finals und konnten sich auf ihrem Weg zum dritten Titel in Folge in sechs Spielen durchsetzen. Jordan wurde ebenso zum dritten Mal in Folge zum MVP der NBA-Finals gewählt. Er stellte dabei zusätzlich mit 41 Punkten pro Partie einen neuen NBA-Final-Rekord auf.

### Jordans Rücktritt (1993 bis 1994)
Im Sommer nach der dritten aufeinanderfolgenden NBA-Meisterschaft gab Jordan bekannt, dass er sich vom professionellen Basketball zurückziehen würde. Scottie Pippen wurde zum neuen Anführer und Gesicht der Mannschaft und wurde zusammen mit seinen Teamkollegen Horace Grant und B. J. Armstrong zum NBA All-Star gewählt. Pippen wurde im Rahmen des NBA All-Star Games außerdem zum NBA All-Star MVP 1994 ernannt. Die Bulls konnten in der regulären Saison 55 Siege für sich verbuchen. Trotz dieser guten Bilanz verloren die Bulls bereits in der zweiten Runde der Playoffs in sieben Spielen gegen die New York Knicks.

### Jordans Rückkehr (1994 bis 1995)
Vor der Saison zogen die Bulls nach 27 Jahren vom Chicago Stadium in das United Center um, dies war nicht die einzige Veränderung. Horace Grant, Bill Cartwright und Scott Williams verließen die Mannschaft und John Paxson gab seinen Rücktritt bekannt. Am 17. März 1995 wendete sich das Blatt jedoch, als bekannt wurde, dass Jordan wieder zurückkehren würde. Im fünften Spiel nach seiner Rückkehr erzielte er 55 Punkte gegen die Knicks. In den Playoffs mussten sich die Bulls jedoch den aufstrebenden Orlando Magic rund um Shaquille O’Neal und Penny Hardaway geschlagen geben.
Nach der Saison verloren die Bulls im Rahmen des Expansion Drafts B. J. Armstrong, konnten sich jedoch in einem Tausch Dennis Rodman holen.

### Three-Peat Repeat (1995 bis 1998)

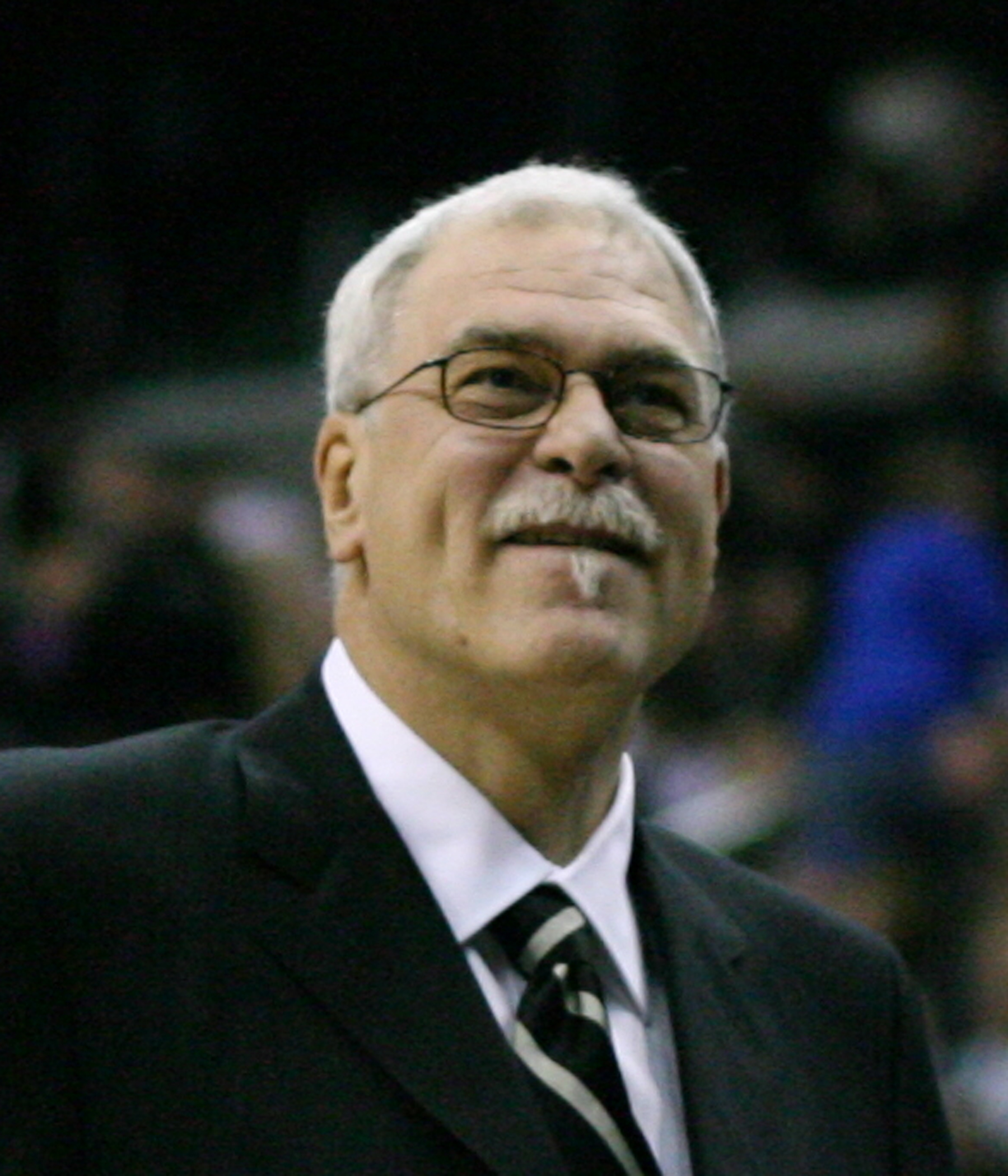
Headcoach Phil Jackson

Mit der Startaufstellung von Michael Jordan, Ron Harper, Scottie Pippen, Dennis Rodman und Luc Longley sowie einer Bank bestehend aus Steve Kerr, Toni Kukoč und einigen weiteren Spielern, konnten die Bulls in der regulären Saison unglaubliche 72 Siege für sich verbuchen. Dieser Rekord hatte bis zur Saison 2015/16 Bestand, in der die Golden State Warriors 73 Siege in der regulären Saison schafften. Die Bulls setzten sich in den NBA-Finals gegen die Seattle SuperSonics durch und errangen ihre insgesamt vierte NBA-Meisterschaft. Jordan wurde zum MVP des NBA All-Star Games, der regulären Saison sowie der NBA Finals gewählt. Krause wurde zum Executive of the Year, Jackson zum Coach of the Year und Kukoc zum Sixth Man of the Year ernannt. Die Mannschaft stellte zahlreiche nach wie vor ungebrochene NBA-Rekorde auf.
In der folgenden Saison 1996/97 reichte es noch für bemerkenswerte 69 Siege in der regulären Saison, und die Bulls sicherten sich ihre insgesamt fünfte NBA-Meisterschaft mit einem Sieg über die Utah Jazz in der Finalserie.
Die NBA-Saison 1997/98 wurde von Gerüchten überschattet, die besagten, dass es die letzte Saison von Michael Jordan und Phil Jackson bei den Bulls sein würde. Scottie Pippen verlangte eine lukrative Vertragsverlängerung, die er seiner Meinung nach verdient hatte, bekam diese jedoch nicht. Trotz all dieser Gerüchte reichte es für 62 Siege in der regulären Saison. In den NBA-Finals besiegten sie wie bereits im Vorjahr die Utah Jazz und sicherten sich ihre insgesamt sechste NBA-Meisterschaft. Jordan wurde zum MVP der regulären Saison sowie der NBA Finals ernannt.
Der folgende Sommer brachte ein abruptes Ende für die Dynastie der Meister-Bulls. Krause empfand die Mannschaft als zu alt und nicht mehr fähig, mit der Konkurrenz mitzuhalten, und wollte einige der älteren Spieler durch jüngere ersetzen. Er gab Scottie Pippen im Tausch für Roy Rogers an die Houston Rockets ab und entschied sich gegen eine Verlängerung von Dennis Rodmans Vertrag. Steve Kerr und Luc Longley mussten ebenfalls durch weitere Tauschgeschäfte weichen. Coach Phil Jackson wurde durch Tim Floyd ersetzt. Daraufhin zog Michael Jordan sich am 13. Januar 1999 zum zweiten Mal vom professionellen Basketball zurück.

### Harte Zeiten (1998 bis 2004)
Die neue Startaufstellung bestand aus Randy Brown, Ron Harper, Brent Barry, Toni Kukoč und Bill Wennington und konnte in der wegen eines Lockouts verkürzten NBA-Saison 1998/99 gerade einmal 13 von 50 Spielen gewinnen. Der einzige Lichtblick der Saison war, dass die Bulls den ersten Pick im kommenden NBA Draft bekamen und sich somit mit Power Forward Elton Brand verstärken konnten. Gemeinsam mit dem anderen Rookie der Mannschaft, Ron Artest, führte dieser die Bulls durch die folgende Saison. Es reichte jedoch nur für 17 Siege in 82 Spielen. Da die begehrtesten Free Agents des Sommers 1999, wie Tim Duncan, Grant Hill und Tracy McGrady, sich dafür entschieden, ihre Verträge bei ihren Mannschaften zu verlängern, konnten sich die Bulls im kommenden Sommer lediglich mit Brad Miller und Ron Mercer verstärken. Die Bulls konnten in dieser Saison gerade einmal 15 Siege für sich verbuchen.
Beim NBA Draft 2001 schockte Krause die Fans seiner Mannschaft erneut, indem er ihren besten Spieler, Elton Brand, im Tausch für den zweiten Pick, Tyson Chandler, an die Los Angeles Clippers abgab. Mit dem zweiten Erstrunden-Pick an vierter Stelle sicherten sich die Bulls zusätzlich die Rechte an Eddy Curry. Beide Spieler kamen direkt aus der High School in die NBA und galten als äußerst talentiert, benötigten jedoch noch Zeit, um sich an eine professionelle Liga anzupassen. Trotz weiterer Änderungen während der laufenden Saison reichte es gerade einmal für 21 Siege.
Die NBA-Saison 2002/03 ergab unter der Führung des Coaches Bill Cartwright endlich eine langersehnte Steigerung zu dreißig Siegen. Nach der Saison zog sich General Manager Krause zurück und John Paxson wurde zu seinem Nachfolger ernannt. Das hoffnungsvolle Bullstalent Jay Williams hatte einen schweren Motorradunfall und beendete seine professionelle Karriere als Basketballspieler nach nur einem Profijahr. Eddy Currys Leistung fiel im Vergleich zu den Vorjahren ab und Tyson Chandler hatte chronische Rückenbeschwerden. Pippen kehrte zwar zurück, litt aber unter Problemen mit seinem Knie, und Jamal Crawfords Leistung war weiterhin nicht konstant genug. Die Bulls beendeten die Saison mit 23 Siegen.

### Steigerung (2004 bis 2008)

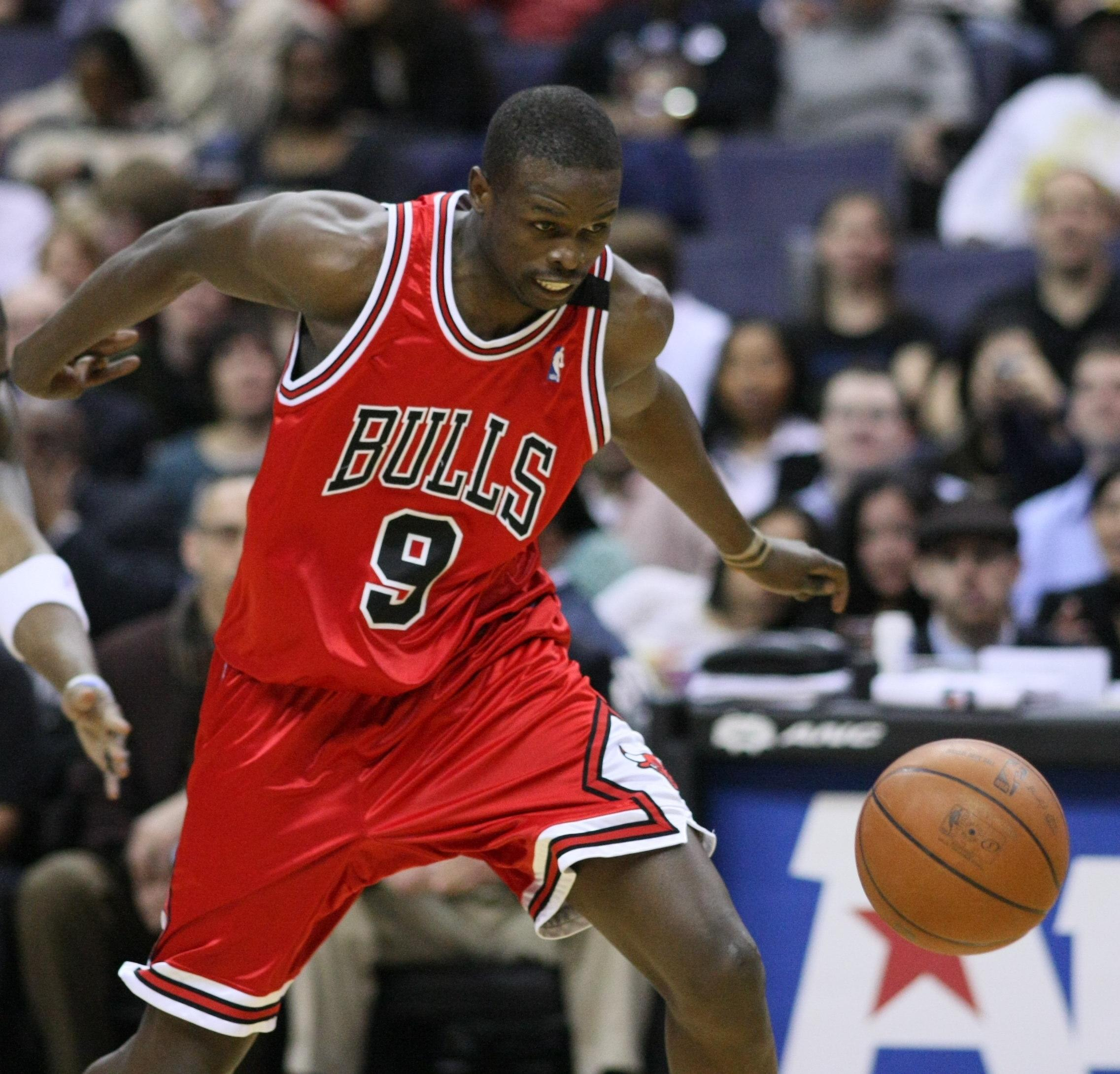
Luol Deng

Vor Beginn der NBA-Saison 2004/05 tauschte Paxson einen Draft Pick für den NBA Draft 2005 gegen einen weiteren Erstrundenpick für den NBA Draft 2004 und sicherte sich in der ersten Runde des Drafts die Rechte an den beiden gebürtigen Briten Ben Gordon (University of Connecticut) und Luol Deng (Duke University) und in der zweiten Runde an Point Guard Chris Duhon (Duke University). Außerdem holte er den Free Agent Andrés Nocioni zu den Bulls, der im Sommer zuvor die Goldmedaille mit der argentinischen Nationalmannschaft erringen konnte. Die Saison begann mit neun Niederlagen, die Mannschaft konnte sich jedoch verbessern und beendete die Saison mit 47 Siegen. Die Bulls schafften zum ersten Mal seit Michael Jordans Rücktritt wieder den Einzug in die Playoffs, mussten sich aber bereits in der ersten Runde den Washington Wizards geschlagen geben. Ben Gordon wurde der erste Rookie in der Geschichte der NBA, der zum NBA Sixth Man of the Year gewählt wurde. Nach der Saison verlängerten die Bulls den Vertrag von Tyson Chandler. Eddy Curry hatte möglicherweise Herzprobleme und weigerte sich, an Tests zur Ermittlung seines Gesundheitszustandes teilzunehmen, woraufhin er von den Bulls zusammen mit Antonio Davis an die New York Knicks im Austausch für Michael Sweetney, Tim Thomas und einen NBA-Draft-Zweitrundenpick 2006 abgegeben wurde.
Die NBA-Saison 2005/06 war ein einziger Kampf für die Bulls, die nach dem Trade von Curry auf ihren körperlich dominantesten Center verzichten mussten. Dank zwölf Siegen in ihren letzten 14 Spielen erreichten sie 41 Siege und qualifizierten sich für die Playoffs. Erneut mussten sie bereits nach der ersten Runde die Playoffs wieder verlassen, diesmal nach sechs Spielen gegen die Miami Heat und deren Superstars Dwyane Wade und Shaquille O’Neal, die in diesem Jahr in weiterer Folge die NBA-Meisterschaft erringen konnten. Nach dem NBA Draft 2006 und einigen Tauschgeschäften verstärkten sich die Bulls in der Offseason mit Tyrus Thomas, Thabo Sefolosha, Ben Wallace, J. R. Smith, P. J. Brown, Adrian Griffin und Wiktor Chrjapa. Tyson Chandler wurde im Rahmen dieser Trades an die New Orleans Hornets abgegeben. In der folgenden Saison konnten die Bulls 49 Siege für sich verbuchen und wurden somit die drittbeste Mannschaft in der Eastern Conference. Bereits in der ersten Runde traf das Team auf den amtierenden Meister, die Miami Heat. Die Bulls schockten zahlreiche NBA-Journalisten und Fans, indem sie sich bereits nach vier Spielen siegreich durchsetzen konnten. Das war die erste gewonnene Playoffserie der Bulls seit Michael Jordans letzter Saison in Chicago. In der zweiten Runde trafen die Bulls zum ersten Mal seit 1991 auf die Detroit Pistons, von denen sie nach sechs Spielen aus den Playoffs geworfen wurden. Nach der Saison verstärkten sich die Bulls mit Joe Smith, verlängerten Adrian Griffins Vertrag und drafteten Joakim Noah.
Die NBA-Saison 2007/08 begann mit 10 Niederlagen in den ersten zwölf Spielen und als das Team nach 25 Spielen erst neun Siege hatte, entschied sich das Management dafür, Coach Scott Skiles zu entlassen. Als der erhoffte Umschwung nach wie vor nicht eintrat, entschied sich das Management für ein Tauschgeschäft mit den Cleveland Cavaliers und den Seattle SuperSonics. Dabei verließen Ben Wallace, Joe Smith und Adrian Griffin die Mannschaft und Drew Gooden, Larry Hughes, Shannon Brown sowie Cedric Simmons kamen hinzu. Am Ende der Saison konnten die Bulls jedoch nur auf 33 Siege zurückblicken und verpassten den Einzug in die Playoffs. Am 10. Juni 2008 stellten die Bulls Vinny Del Negro als neuen Head Coach ein.

### Die Derrick-Rose-Ära (2008 bis 2016)

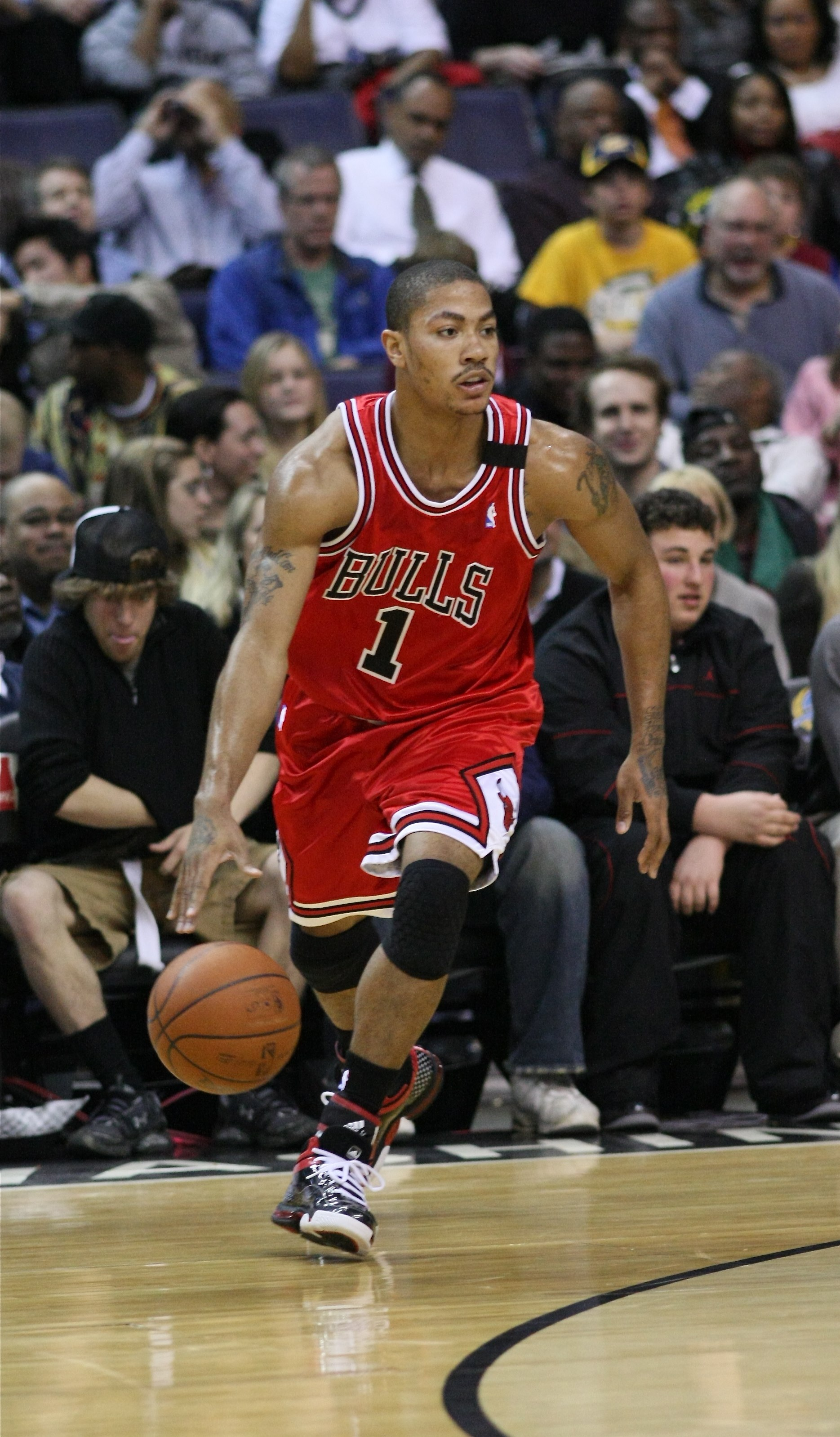
Derrick Rose

Mit einer nur 1,7-prozentigen Chance auf den ersten Pick im NBA Draft 2008 konnten die Bulls tatsächlich die NBA Draft Lottery gewinnen und als erste Mannschaft wählen. Sie entschieden, sich die Rechte an Derrick Rose zu sichern. Luol Deng unterschrieb eine Vertragsverlängerung über sechs Jahre im Gesamtwert von 71 Millionen US-Dollar, während Ben Gordon sich für eine Verlängerung um ein Jahr entschied.
Während der NBA-Saison 2008/09 verletzte sich Deng und die Mannschaft musste für einen längeren Zeitraum auf ihn verzichten. Die Bulls entschieden sich, das Team noch während der Saison zu verändern. Sie trennten sich in drei verschiedenen Trades von Nocioni, Gooden, Simmons, Ruffin, Hughes und Sefolosha. Dafür kamen Brad Miller, John Salmons, Tim Thomas, Jerome James und Anthony Roberson hinzu. Die Bulls absolvierten die Saison mit 41 Siegen und qualifizierten sich für die Playoffs. In der ersten Runde standen sie den Boston Celtics gegenüber und bereits im ersten Spiel sorgte Rose für Aufsehen, indem er 36 Punkte und 11 Assists erzielte und somit Kareem Abdul-Jabbars Rekord für die meisten erzielten Punkte in einem Playoff-Debüt eines Rookies einstellte. Nach sieben Spielen und insgesamt sieben Verlängerungen mussten die Bulls sich jedoch geschlagen geben. Letztendlich wurde Derrick Rose auf Grund seiner Leistungen noch mit dem NBA Rookie of the Year Award 2009 ausgezeichnet.
Im NBA Draft 2009 sicherten sich die Bulls die Rechte an den beiden Forwards James Johnson und Taj Gibson. Ben Gordon entschied sich gegen eine weitere Vertragsverlängerung und unterzeichnete einen Vertrag bei den Detroit Pistons. Wie im Jahr zuvor kam es aber auch während der Saison 2009/10 zu Änderungen bei der Mannschaft aus Chicago. Am 18. Februar 2010 wurde John Salmons im Tausch für Joe Alexander und Hakim Warrick an die Milwaukee Bucks getradet. Tyrus Thomas musste die Mannschaft im Austausch für Acie Law, Flip Murray und einen Erstrunden Draft Pick verlassen. Die Bulls qualifizierten sich zum fünften Mal in den letzten sechs Jahren für die Playoffs. Nach fünf Spielen gegen die Cleveland Cavaliers war jedoch Schluss für die Mannschaft aus Chicago. Am 4. Mai 2010 trennten sie sich von Head Coach Del Negro. Im Juni 2010 verpflichteten sie Tom Thibodeau, vorher Assistenztrainer der Boston Celtics, als neuen Head Coach. In der Offseason hatten die Bulls genug Platz unter der Gehaltsobergrenze und verstärkten sich unter anderem mit Carlos Boozer, Kyle Korver und Ömer Aşık.
Zur Saison 2010/11 steigerten sich die Bulls nochmals, sie beendeten die reguläre Saison mit 62 Siegen. Damit standen die Chicago Bulls erstmals seit ihrer letzten Meistersaison im Jahr 1998 wieder an der Spitze der Eastern Conference. In den Playoffs schlugen sie die Indiana Pacers in fünf Spielen und die Atlanta Hawks in sechs Spielen und erreichten erstmals seit 1998 die Eastern Conference Finals. In den Eastern Conference Finals trafen die Bulls auf die Miami Heat, die die Serie mit 4:1 gewannen und die Bulls damit aus den Playoffs warfen. Derrick Rose wurde zum MVP der regulären Saison gekürt. Er ist der jüngste NBA-Profi, der jemals diese Auszeichnung erhalten hat und der erste Chicago Bulls Spieler seit Michael Jordan im Jahre 1998, dem diese Ehre zuteilwurde. Bei der NBA-Draft 2011 wählte man mit Jimmy Butler an 30. Stelle, einen künftigen Schlüsselspieler für die Zukunft. Zudem erwarb man die Rechte an dem jungen Spanier Nikola Mirotic.

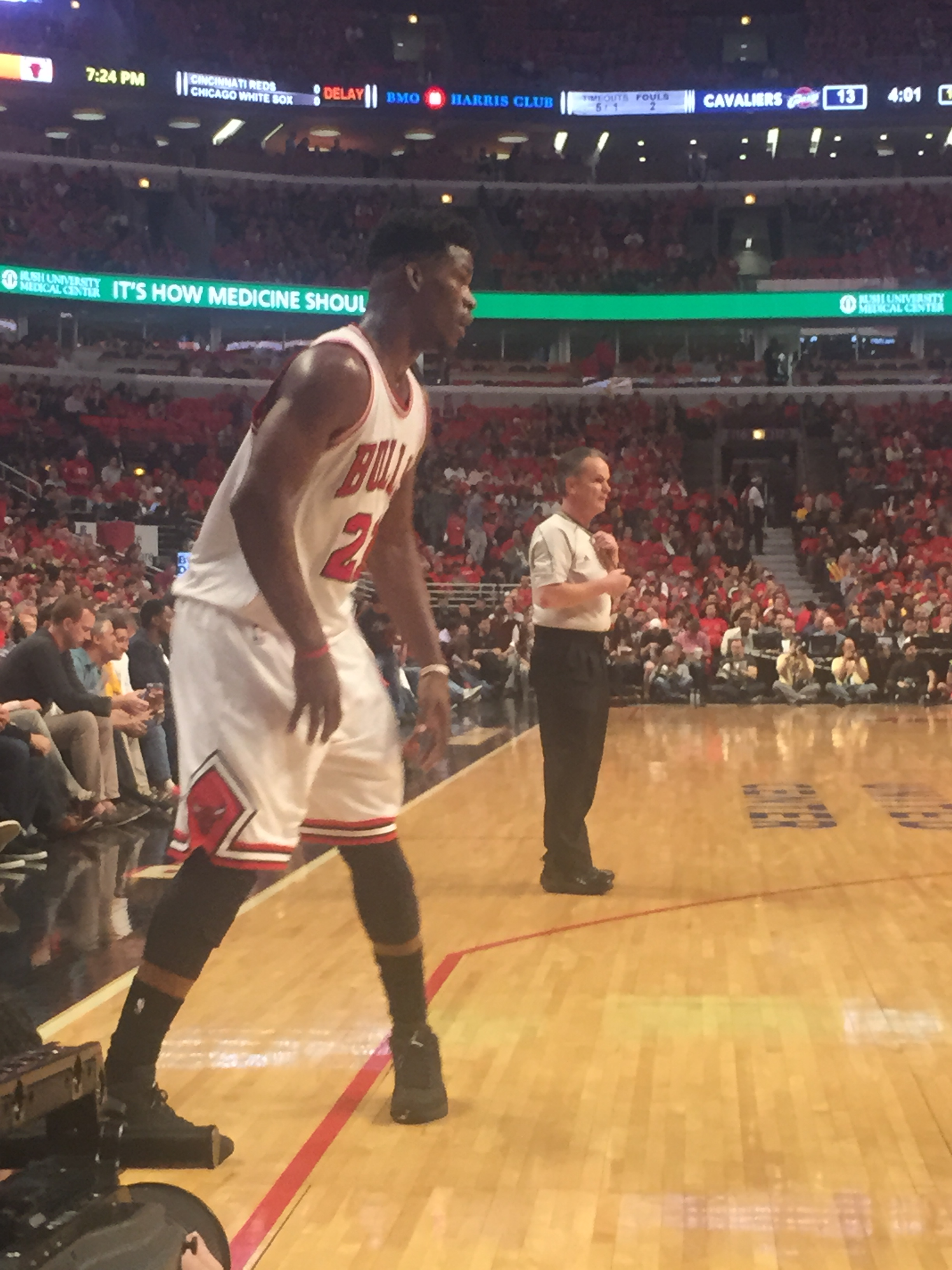
Jimmy Butler

In der Saison 2011/12 konnten die Bulls die reguläre Saison auf Platz 1 der Eastern Conference abschließen. Überschattet wurde die Saison jedoch von Derrick Roses schwerer Verletzung, der sich im ersten Spiel der ersten Runde der Playoffs gegen die Philadelphia 76ers einen Kreuzbandriss zuzog. Rose fiel damit für die restlichen Spiele der Playoffs aus und Chicago verlor mit 2:4 gegen die Philadelphia 76ers.
Trotz der verletzungsbedingten Abwesenheit von Derrick Rose in der kompletten Saison 2012/13 konnte das Team erneut die Playoffs erreichen. Die Bulls gewannen die erste Runde in sieben Spielen mit 4:3 gegen die Brooklyn Nets, verloren jedoch die zweite Runde mit 4:1 gegen den späteren Meister Miami Heat.
Zur Saison 2013/14 kehrte Rose auf das Spielfeld zurück, absolvierte aber lediglich zehn Spiele, bevor ihn ein Meniskusriss stoppte. Er musste sich erneut operieren lassen und verpasste die restliche Spielzeit 2013/14. Als kurzfristigen Ersatz verpflichteten die Bulls daraufhin Guard D. J. Augustin, der zuvor für die Toronto Raptors aktiv war. Via Trade wurde zudem der langjährige Bulls-Spieler Luol Deng an die Cleveland Cavaliers abgegeben. Sportlich erreichten die Bulls erneut die Playoffs, schieden dort jedoch in der ersten Runde mit 1:4 gegen die Washington Wizards aus. Noah wurde als zweiter Bulls-Spieler mit dem NBA Defensive Player of the Year Award als bester Verteidiger der Saison ausgezeichnet.
Während des Sommers 2014 wurde Mirotic endgültig aus Europa verpflichtet. Während des NBA-Draft 2014 erhielt man die Draftrechte an Doug McDermott von den Denver Nuggets. Weiterhin verpflichtete man Starspieler Pau Gasol von den Los Angeles Lakers. Carlos Boozer dagegen musste das Team verlassen und wurde via Amnesty Clausel entlassen. Dank Neuverpflichtungen Gasol und der Leistungssteigerung von Jimmy Butler, der mit dem Most Improved Player Award ausgezeichnet wurde, qualifizierten sich die Bulls erneut für die Playoffs. Nachdem man in der zweiten Runde gegen die Cleveland Cavaliers ausgeschieden war, wurde Trainer Thibodeau von den Bulls entlassen. Sein Nachfolger wurde Fred Hoiberg, der zuletzt die Iowa State University trainierte. Hoiberg konnte die Bulls in seinem ersten Jahr jedoch nicht in die Playoffs führen, die somit zum ersten Mal nach acht Jahren die Postseason verpassten.
Die Rose-Ära endete im Sommer 2016 mit seinem Trade zu den New York Knicks. Rose konnte aufgrund von zahlreichen Verletzungen seit 2013 nicht mehr an seine früheren Leistungen anknüpfen. Weiterhin verließ Joakim Noah nach vielen Jahren die Bulls und wechselte ebenfalls nach New York. Pau Gasol wechselte zu den San Antonio Spurs. Neuverpflichtet wurden der langjährige Miami Heat-Star Dwyane Wade sowie der ehemalige All-Star Rajon Rondo.

### Zeit des Umbruchs (ab 2017)
Ab 2017 trennten sich die Bulls nach und nach von den noch verbliebenen Stars und setzten vermehrt auf talentierte Nachwuchskräfte, wie den Finnen Lauri Markkanen, einen 2,13 m großen Power Forward, der ein für seine Körpergröße herausragender Distanzwerfer ist. Trotz der Ansammlung vieler talentierter Spieler verpassten die Bulls in der Folge die Playoffs.
Am 3. Dezember 2018 trennten sich die Bulls von Headcoach Fred Hoiberg nach einem Saisonstart mit 5:19 Niederlagen. Ihm folgte sein bisheriger Stellvertreter Jim Boylen.
Die Playoffs wurden dennoch auch in der Saison 2018/19 verpasst.
In der NBA-Draft 2019 wählten die Bulls an 7. Position den Spielmacher Coby White, jedoch verpassten die Bulls bei einer Bilanz von 22:43 Niederlagen die Playoffs erneut deutlich.
In der Saison 2020/21 verpassten die Bulls erneut die Playoffs mit dem 11. Platz in der Eastern Conference, obwohl Shooting Guard Zach LaVine eine starke Saison spielte und zum ersten Mal in seiner Karriere zum All-Star gewählt wurde.

### Neustart mit DeRozan und Ball (ab 2021)
Zur Saison 2021/22 verpflichteten die Bulls den ehemaligen All-Star DeMar DeRozan von den San Antonio Spurs sowie als Playmaker Lonzo Ball im Trade von den New Orleans Pelicans, außerdem für drei Saisons den Guard Alex Caruso von den LA Lakers für knapp 40 Mio. Dollar.
Sowohl DeRozan als auch Zach LaVine spielten eine starke Saison und wurden ins All-Star-Team berufen.
Nach einer starken ersten Saisonhälfte beendeten die Bulls die Regular Season mit einer positiven Bilanz von 46:36 Siegen und qualifizierten sich als sechstplatzierte Mannschaft der Eastern Conference für die Playoffs. Dort trafen sie auf den Vorjahres-Meister Milwaukee Bucks, welche die Serie glatt mit 4:1 Siegen gewannen.
Aufgrund einer andauernden Knieverletzung verpasste Ball die gesamte Saison 2022/23. Die Bulls zeigten durchwachsene Leistungen und beendeten die reguläre Saison mit 40:42 Siegen auf Platz 10. In den Play-ins siegten sie bei den Toronto Raptors, unterlagen aber zwei Tage später mit 102-91 im entscheidenden Spiel um den letzten Playoff-Platz bei den Miami Heat.
Nachdem DeRozan zum Start der Saison 2024/25 die Bulls in Richtung Sacramento Kings verlassen hatte, wurde auch Zach LaVine im Laufe der Saison nach Sacramento getradet. Die reguläre Saison schlossen die Bulls mit einer negativen Bilanz von 39:43 Niederlagen auf Platz 10 ab. Im Play-in Turnier scheiterten sie deutlich mit 90-109 an den Miami Heat und verpassten somit erneut die Playoffs. 

## Aktueller Kader
| Nr. | Nat.               | Name                | Position       | Geburt     | Größe  | Info | College                |
| --- | ------------------ | ------------------- | -------------- | ---------- | ------ | ---- | ---------------------- |
| 0   | Vereinigte Staaten | Coby White          | Guard          | 16.02.2000 | 196 cm |      | UNC                    |
| 2   | Vereinigte Staaten | Lonzo Ball          | Guard          | 27.10.1997 | 198 cm |      | UCLA                   |
| 3   | Australien         | Josh Giddey         | Guard          | 10.10.2002 | 203 cm |      | Australien             |
| 5   | Vereinigte Staaten | Jevon Carter        | Guard          | 14.09.1995 | 185 cm |      | West Virginia          |
| 7   | Vereinigte Staaten | Jalen Smith         | Center         | 16.03.2000 | 208 cm |      | Maryland               |
| 9   | Montenegro         | Nikola Vučević      | Center         | 24.10.1990 | 208 cm |      | USC                    |
| 11  | Vereinigte Staaten | Ayo Dosunmu         | Guard          | 17.01.2000 | 196 cm |      | Illinois               |
| 12  | Vereinigte Staaten | Zach Collins        | Forward/Center | 19.11.1997 | 211 cm |      | Gonzaga                |
| 13  | Vereinigte Staaten | Kevin Huerter       | Guard/Forward  | 27.08.1998 | 201 cm |      | Maryland               |
| 14  | Litauen            | Matas Buzelis       | Forward        | 13.10.2004 | 208 cm | R    | Sunrise Christian (KS) |
| 15  | Vereinigte Staaten | Julian Phillips     | Forward        | 05.11.2003 | 203 cm |      | Tennessee              |
| 17  | Vereinigte Staaten | Jahmir Young        | Guard          | 07.10.2000 | 185 cm | R G  | Maryland               |
| 20  | Kanada             | Emanuel Miller      | Forward        | 19.06.2000 | 201 cm | R G  | TCU                    |
| 22  | Vereinigte Staaten | Talen Horton-Tucker | Guard          | 25.11.2000 | 193 cm |      | Iowa State             |
| 25  | Vereinigte Staaten | Dalen Terry         | Guard/Forward  | 12.07.2002 | 201 cm |      | Arizona                |
| 30  | Vereinigte Staaten | Tre Jones           | Guard          | 08.01.2000 | 185 cm |      | Duke                   |
| 32  | Vereinigte Staaten | E. J. Liddell       | Forward        | 18.12.2000 | 201 cm | G    | Ohio State             |
| 44  | Vereinigte Staaten | Patrick Williams    | Forward        | 26.08.2001 | 203 cm |      | Florida State          |

| Nat.                                       | Name            | Position                              |
| ------------------------------------------ | --------------- | ------------------------------------- |
| Vereinigte Staaten                         | Billy Donovan   | Head Coach                            |
| Vereinigte Staaten                         | Chris Fleming   | Assistenzcoach                        |
| Vereinigte Staaten                         | Maurice Cheeks  | Assistenzcoach                        |
| Vereinigte Staaten                         | Josh Longstaff  | Assistenzcoach                        |
| Australien                                 | Damian Cotter   | Assistenzcoach                        |
| unbekannt                                  | John Bryant     | Assistenzcoach                        |
| unbekannt                                  | Billy Schmidt   | Assistenzcoach                        |
| Vereinigte Staaten                         | Ronnie Burrell  | Assistenzcoach zur Spielerentwicklung |
| Bosnien und Herzegowina Vereinigte Staaten | Henry Domercant | Assistenzcoach zur Spielerentwicklung |
| unbekannt                                  | Ty Abbott       | Assistenzcoach zur Spielerentwicklung |
| unbekannt                                  | Max Rothschild  | Assistenzcoach zur Spielerentwicklung |
| unbekannt                                  | Todd Campbell   | Trainer                               |

| Abk. | Bedeutung                       |
| ---- | ------------------------------- |
| Nr.  | Trikotnummer                    |
| Nat. | Nationalität                    |
| C    | Mannschaftskapitän              |
| R    | Rookie                          |
| G    | Two-way contract                |
|      | Verletzungsbedingte Inaktivität |

## Ehrungen und nennenswerte Leistungen

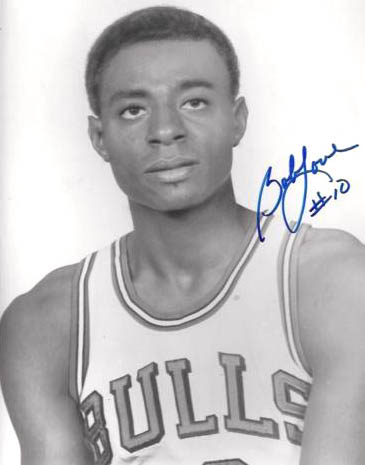
Bob Love

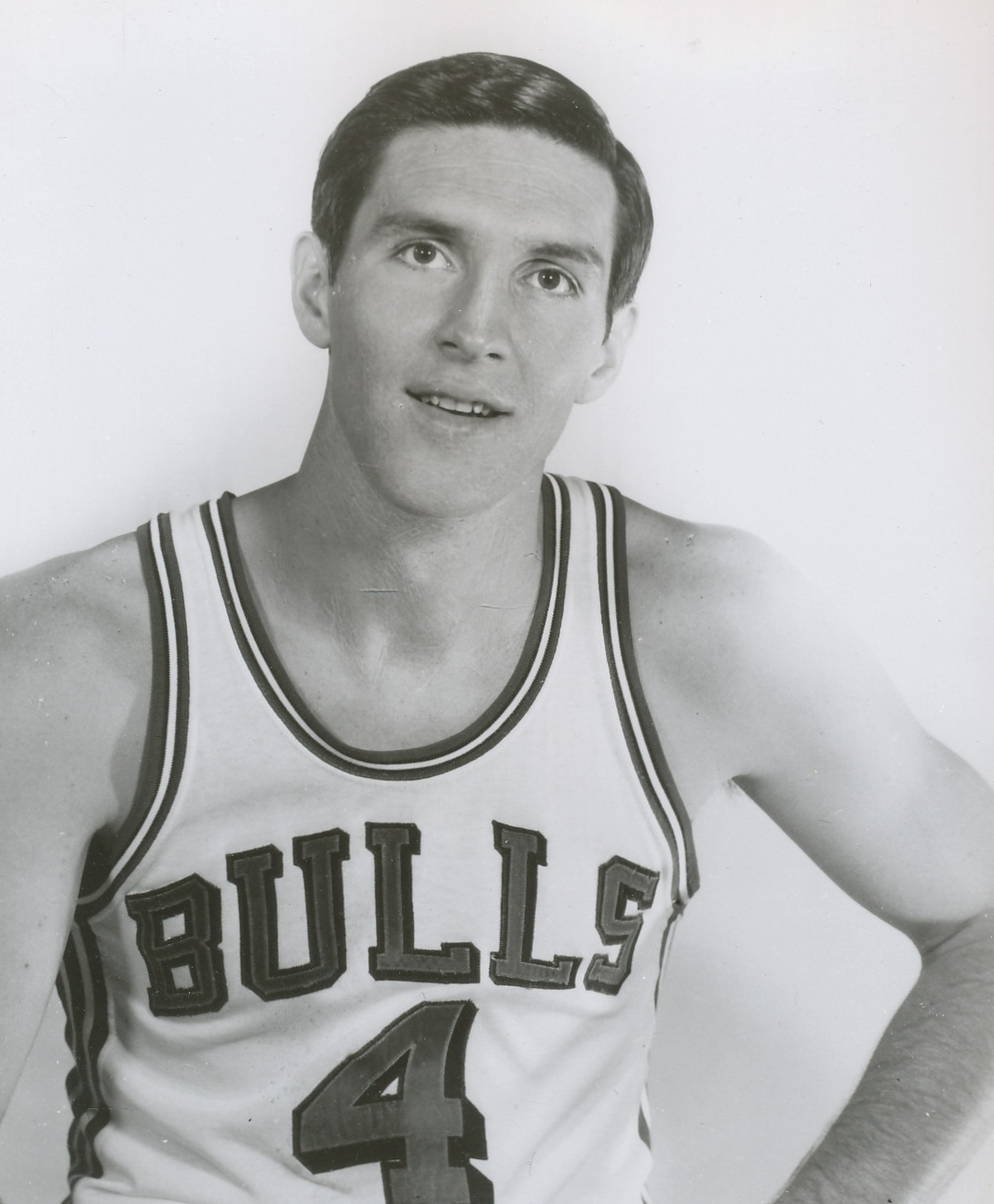
Jerry Sloan

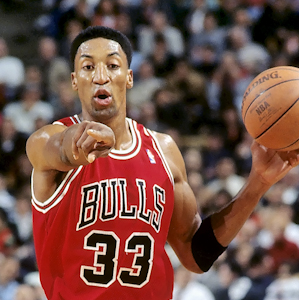
Scottie Pippen

| Nr. | Nat.               | Name           | Position        | Zeit                    |
| --- | ------------------ | -------------- | --------------- | ----------------------- |
| 4   | Vereinigte Staaten | Jerry Sloan    | Guard Trainer   | 1966–1976 1979–1982     |
| 10  | Vereinigte Staaten | Bob Love       | Forward         | 1968–1976               |
| 23  | Vereinigte Staaten | Michael Jordan | Guard           | 1984–1993 und 1995–1998 |
| 33  | Vereinigte Staaten | Scottie Pippen | Forward         | 1987–1998 und 2003/04   |
| 545 | Vereinigte Staaten | Phil Jackson   | Trainer         | 1989–1998               |
| #   | Vereinigte Staaten | Jerry Krause   | General Manager | 1985–2003               |
| #   | Vereinigte Staaten | Johnny Kerr    | Trainer         | 1966–1968               |

| Nat.               | Name           | Position      | Zeit                    |
| ------------------ | -------------- | ------------- | ----------------------- |
| Vereinigte Staaten | Robert Parish  | Center        | 1996/97                 |
| Vereinigte Staaten | Jerry Sloan    | Guard Trainer | 1966–1976 1979–1982     |
| Vereinigte Staaten | George Gervin  | Guard         | 1985/86                 |
| Vereinigte Staaten | Michael Jordan | Guard         | 1984–1993 und 1995–1998 |
| Vereinigte Staaten | Chet Walker    | Forward       | 1969–1975               |
| Vereinigte Staaten | Scottie Pippen | Forward       | 1987–1998 und 2003/04   |
| Vereinigte Staaten | Nate Thurmond  | Center        | 1974–1976               |
| Vereinigte Staaten | Artis Gilmore  | Center        | 1976–1982 und 1987      |
| Vereinigte Staaten | Dennis Rodman  | Forward       | 1995–1998               |
| Vereinigte Staaten | Guy Rodgers    | Guard         | 1966–1967               |
| Kroatien           | Toni Kukoč     | Forward       | 1993–2000               |

## Statistiken
| Chicago Bulls |           |      |                                                                        |
| 1966/67       | 33:48     | 40,7 | 0:3 in den Western Division Halbfinals gegen die St. Louis Hawks       |
| 1967/68       | 29:53     | 35,4 | 1:3 in den Western Division Halbfinals gegen die Los Angeles Lakers    |
| 1968/69       | 33:49     | 40,2 | Nicht für die Play-offs qualifiziert                                   |
| 1969/70       | 39:43     | 47,6 | 1:4 in den Western Division Halbfinals gegen die Atlanta Hawks         |
| 1970/71       | 51:31     | 62,2 | 3:4 in den Western Conference Halbfinals gegen die Los Angeles Lakers  |
| 1971/72       | 57:25     | 69,5 | 0:4 in den Western Conference Halbfinals gegen die Los Angeles Lakers  |
| 1972/73       | 51:31     | 62,2 | 3:4 in den Western Conference Halbfinals gegen die Los Angeles Lakers  |
| 1973/74       | 54:28     | 65,9 | 0:4 in den Western Conference Finals gegen die Milwaukee Bucks         |
| 1974/75       | 47:35     | 57,3 | 3:4 in den Western Conference Finals gegen die Golden State Warriors   |
| 1975/76       | 24:58     | 29,3 | Nicht für die Play-offs qualifiziert                                   |
| 1976/77       | 44:38     | 53,7 | 1:2 in der ersten Runde gegen die Portland Trail Blazers               |
| 1977/78       | 40:42     | 48,8 | Nicht für die Play-offs qualifiziert                                   |
| 1978/79       | 31:51     | 37,8 | Nicht für die Play-offs qualifiziert                                   |
| 1979/80       | 30:52     | 36,6 | Nicht für die Play-offs qualifiziert                                   |
| 1980/81       | 45:37     | 54,9 | 0:4 in den Eastern Conference Halbfinals gegen die Boston Celtics      |
| 1981/82       | 34:48     | 41,5 | Nicht für die Play-offs qualifiziert                                   |
| 1982/83       | 28:54     | 34,1 | Nicht für die Play-offs qualifiziert                                   |
| 1983/84       | 27:55     | 32,9 | Nicht für die Play-offs qualifiziert                                   |
| 1984/85       | 38:44     | 46,3 | 1:3 in der ersten Runde gegen die Milwaukee Bucks                      |
| 1985/86       | 30:52     | 36,6 | 0:3 in der ersten Runde gegen die Boston Celtics                       |
| 1986/87       | 40:42     | 48,8 | 0:3 in der ersten Runde gegen die Boston Celtics                       |
| 1987/88       | 50:32     | 61,0 | 1:4 in den Eastern Conference Halbfinals gegen die Detroit Pistons     |
| 1988/89       | 47:35     | 57,3 | 2:4 in den Eastern Conference Finals gegen die Detroit Pistons         |
| 1989/90       | 55:27     | 67,1 | 3:4 in den Eastern Conference Finals gegen die Detroit Pistons         |
| 1990/91       | 61:21     | 74,4 | NBA-Meister mit 4:1 gegen die Los Angeles Lakers                       |
| 1991/92       | 67:15     | 81,7 | NBA-Meister mit 4:2 gegen die Portland Trail Blazers                   |
| 1992/93       | 57:25     | 69,5 | NBA-Meister mit 4:2 gegen die Phoenix Suns                             |
| 1993/94       | 55:27     | 67,1 | 3:4 in den Eastern Conference Halbfinals gegen die New York Knicks     |
| 1994/95       | 47:35     | 57,3 | 2:4 in den Eastern Conference Halbfinals gegen die Orlando Magic       |
| 1995/96       | 72:10     | 87,8 | NBA-Meister mit 4:2 gegen die Seattle SuperSonics                      |
| 1996/97       | 69:13     | 84,1 | NBA-Meister mit 4:2 gegen die Utah Jazz                                |
| 1997/98       | 62:20     | 75,6 | NBA-Meister mit 4:2 gegen die Utah Jazz                                |
| 1998/99       | 13:37     | 26,0 | Nicht für die Play-offs qualifiziert                                   |
| 1999/00       | 17:65     | 20,7 | Nicht für die Play-offs qualifiziert                                   |
| 2000/01       | 15:67     | 18,3 | Nicht für die Play-offs qualifiziert                                   |
| 2001/02       | 21:61     | 25,6 | Nicht für die Play-offs qualifiziert                                   |
| 2002/03       | 30:52     | 36,6 | Nicht für die Play-offs qualifiziert                                   |
| 2003/04       | 23:59     | 28,0 | Nicht für die Play-offs qualifiziert                                   |
| 2004/05       | 47:35     | 57,3 | 2:4 in der ersten Runde gegen die Washington Wizards                   |
| 2005/06       | 41:41     | 50,0 | 2:4 in der ersten Runde gegen die Miami Heat                           |
| 2006/07       | 49:33     | 59,8 | 2:4 in den Eastern Conference Halbfinals gegen die Detroit Pistons     |
| 2007/08       | 33:49     | 40,2 | Nicht für die Play-offs qualifiziert                                   |
| 2008/09       | 41:41     | 50,0 | 3:4 in der ersten Runde gegen die Boston Celtics                       |
| 2009/10       | 41:41     | 50,0 | 1:4 in der ersten Runde gegen die Cleveland Cavaliers                  |
| 2010/11       | 62:20     | 75,6 | 1:4 in den Eastern Conference Finals gegen die Miami Heat              |
| 2011/12       | 50:16     | 75,8 | 2:4 in der ersten Runde gegen die Philadelphia 76ers                   |
| 2012/13       | 45:37     | 54,9 | 1:4 in den Eastern Conference Halbfinals gegen die Miami Heat          |
| 2013/14       | 48:34     | 58,5 | 1:4 in der ersten Runde gegen die Washington Wizards                   |
| 2014/15       | 50:32     | 61,0 | 2:4 in den Eastern Conference Halbfinals gegen die Cleveland Cavaliers |
| 2015/16       | 42:40     | 51,2 | Nicht für die Play-offs qualifiziert                                   |
| 2016/17       | 41:41     | 50,0 | 2:4 in der ersten Runde gegen die Boston Celtics                       |
| 2017/18       | 27:55     | 32,9 | Nicht für die Play-offs qualifiziert                                   |
| 2018/19       | 22:60     | 26,8 | Nicht für die Play-offs qualifiziert                                   |
| 2019/20       | 22:43     | 33,8 | Nicht für die Play-offs qualifiziert                                   |
| 2020/21       | 31:41     | 43,1 | Nicht für die Play-offs qualifiziert                                   |
| 2021/22       | 46:36     | 56,1 | 1:4 in der ersten Runde gegen die Milwaukee Bucks                      |
| 2022/23       | 40:42     | 48,8 | Nicht für die Play-offs qualifiziert in den Play-ins                   |
| 2023/24       | 39:43     | 47,6 | Nicht für die Play-offs qualifiziert in den Play-ins                   |
| 2024/25       | 39:43     | 47,6 | Nicht für die Play-offs qualifiziert in den Play-ins                   |
| Gesamt        | 2422:2340 | 50,9 | 187:162 in den Playoffs (53,6 %) – 6 NBA-Meisterschaften               |